# 台北セブンラブ
『台北セブンラブ』（タイペイセブンラブ、中国語：相愛的七種設計）は、2014年の台湾映画。
日本での公開は、台湾にルーツを持つ日本女性が現地でこの映画を観て気に入り、クラウドファンディングで資金調達して実現させた。
作中には原研哉をはじめとする世界的なデザイナーたちの格言が引用される。

## あらすじ
国際的なデザイン祭が開催されることになっているタイペイのあるデザイン事務所は、マークという御曹司からのデザインホテルの依頼に躍起になっている。所員の一人バーズは昔の恋人ドロシーをパリから事務所に呼び、仕事への貢献だけでなく恋の再燃も期待している。マークもドロシーに惚れてしまい、事務所の社長アンドリューに紹介を迫る。ドロシーに嫉妬するバイセクシャルのエマとタクシー運転手、社長の義妹チーズと個性派デザイナー阿強などの恋の進展も絡み合いつつ、デザインホテルのプロジェクトは思わぬ方向へ進む。

## スタッフ
- 監督・脚本　-　チェン・ホンイー

## キャスト
- ドロシー　-　アン・シュー